# 1 Dywizjon Polowej Ciężkiej Artylerii
1 Dywizjon Polowej Ciężkiej Artylerii (1 dac) – oddział artylerii ciężkiej Wojska Polskiego na Wschodzie.
Dywizjon został sformowany w 1917 roku w składzie I Korpusu. Dywizjon składał się dwóch baterii haubic i jednej baterii armat. Baterie haubic posiadały po cztery 152 mm haubice, natomiast trzecia bateria miała cztery 107 mm armaty dalekonośne wzór 1877 (ros. 42-линейная батарейная пушка образца 1877 года). Organizacja dywizjonu była oparta na etatach armii rosyjskiej.

## Dowódcy dywizjonu
- płk Edward Malewicz
- kpt. Wiktor Poźniak (od 6 II 1918[2])

## Kawalerowie Amarantowej Wstążki
Żołnierze dywizjonu odznaczeni za waleczność Amarantową Wstążką rozkazem dowódcy I Korpusu Polskiego z 19 marca 1918 :

- ppor. Stanisław Tatar
- chor. Marian Nowokuński
- st. ogniom. Stanisław Dzieciński
- st. ogniom. Jan Wolsiczak
- st. ogniom. Marcin Walas
- st. ogniom. Ignacy Goździk[a]
- st. ogniom. Stanisław Włosowicz
- kanonier Romuald Miedziejewski
- kanonier Józef Cierpis
- kanonier Stanisław Szczyż
- kanonier Józef Sławiarski[b]
- kanonier Józef Piotrowski
- kanonier Bolesław Krasawski[c]

W lipcu 1922 roku Minister Spraw Wojskowych gen. dyw. Kazimierz Sosnkowski nadał wymienionym wyżej żołnierzom Krzyże Walecznych.